# Blygrå skogssångare
Blygrå skogssångare (Setophaga plumbea) är en fågel i familjen skogssångare inom ordningen tättingar.

## Utseende och läte
Blygrå skogssångare känns lätt igen med sin genomgående grå fjäderdräkt, hos ungfåglar dock med grön ton ovan och gul under, med tydligt kontrasterande vitt ögonbrynsstreck och vita vingband. Möjliga förväxlingsarter är flyttande skogssångare från Nordamerika, men alla dessa är streckade ovan och/eller under. Sången består av ett dussintal visslade toner som framförs i lugn takt, de tre första på samma tonhöjd. Lätet är ett torrt skallrande.

## Utbredning och systematik
Fågeln förekommer på öarna Dominica, Marie Galante, Guadeloupe och Terre-de-Haut. Den behandlas som monotypisk, det vill säga att den inte delas in i några underarter.

### Släktestillhörighet
Tidigare placerades den tillsammans med ett stort antal andra arter i släktet Dendroica. DNA-studier visar dock att rödstjärtad skogssångare (Setophaga ruticilla) är en del av denna grupp. Eftersom Setophaga har prioritet före Dendroica inkluderas numera alla Dendroica-arter i Setophaga.

## Levnadssätt
Blygrå skogssångare hittas oftast i bergsbelägna skogar, men kan också röra sig ut i torra buskmarker och mangrove. Den födosöker vanligen i undervegetationen med stjärten ofta rest rakt upp.

## Status
Arten har ett relativt litet utbredningsområde och tros minska i antal. IUCN kategoriserar den dock ändå som livskraftig.